# Smaghul Säduaqassow
Smaghul Säduaqassow (kasachisch Смағұл Сәдуақасов, russisch Смагул Садвакасов Smagul Sadwakassow; * 1900 in der Oblast Akmolinsk, Russisches Kaiserreich; † 16. Dezember 1933 in Moskau) war ein kasachisch-sowjetischer Politiker und Herausgeber.

## Leben
Smaghul Säduaqassow wurde 1900 in der Oblast Akmolinsk geboren. Sein Vater war ein Mullah gewesen, der ihm das Lesen und Schreiben beibrachte. Er besuchte zuerst eine zweijährige kasachisch-russische Schule, danach brachte ihn sein Vater nach Omsk, wo er 1915 einen Abschluss an einer landwirtschaftlichen Schule machte. Hier hatte er unter anderem Kontakt zu Maghschan Schumabai und Säken Seifullin. Anschließend studierte er von 1916 bis 1918 am Landwirtschaftlichen Institut in Omsk. Nach der Februarrevolution 1917 begann er, sich politisch zu engagieren. Er war während seiner Studienzeit in Omsk ein aktives Mitglied der kasachischen Jugendorganisation Birlik und später auch Präsidiumsmitglied der kasachischen Jugendorganisation Schas Asamat. Er war zudem Mitglied der Russischen Kommunistischen Jugendunion und Sekretär des kasachischen Regionalkomitees der Kommunistischen Jugendunion. Er war außerdem Herausgeber der Zeitung Kedei sösi und Redaktionsmitglied zweier Zeitungen in Orenburg.
Auf dem ersten sowjetischen Parteikongress in Kasachstan wurde  zum Mitglied des Präsidiums des kasachischen Zentralen Exekutivkomitees gewählt. Im Zuge der Regierungsbildung wurde er zunächst stellvertretender Volkskommissar für Bildung, ab 1925 bekleidete er dann den Posten des Volkskommissars für Bildung der Kasachischen ASSR. Neben seiner politischen Tätigkeit arbeitete er weiterhin aktiv im Verlagswesen; er war Herausgeber der Zeitschrift Qysyl Qasaqstan (1924 bis 1925) und der Zeitung Jengbekschi qasaq (1925 bis 1926). In seinen Artikeln warf er immer wieder die Frage nach nationaler Selbstbestimmung, wie sie die Sowjetregierung bereits 1917 proklamiert hatte, auf. Er kritisierte zudem die Zwangskollektivierung in Kasachstan und das Vorgehen der sowjetischen Behörden angesichts der daraus entstandenen Hungersnot. Seine Ansichten über die politische, soziale und wirtschaftliche Entwicklung der Kasachen unterschieden sich jedoch stark von denen von Filipp Goloschtschokin, dem damaligen Sekretär des kasachischen Regionalkomitees der Kommunistischen Partei. So wurde er deswegen bereits im November 1927 von seinem Posten enthoben.
Nach seiner Entlassung als Volkskommissar arbeitete er zunächst als Rektor des Kasachischen Pädagogischen Instituts in Taschkent bis ihm im März 1928 auch dieser Posten entzogen wurde. Anschließend wurde er nach Moskau geschickt, wo er ein Studium am Institut für Verkehrsingenieure begann. Nach Beendigung des Studiums kehrte er aber nicht in seine Heimat zurück, sondern arbeitete am Bau der Eisenbahnstrecke von Moskau in den Donbass. Im Herbst 1933 erkrankte er in Woronesch an Typhus. Er starb schließlich am 16. Dezember in einem Moskauer Krankenhaus.